# ميغيل بارديزا
ميغيل بارديزا (بالإسبانية: Miguel Pardeza Pichardo)‏، (مواليد 8 فبراير 1965، لا بالما ديل كوندادو) لاعب كرة قدم إسباني سابق. لعب مع منتخب إسبانيا لكرة القدم. وهو حالياً يشغل منصب المدير الرياضي بنادي ريال مدريد.

## مسيرته الكروية
لعب ميغيل بارديزا خلال مسيرته الاحترافية مع 4 أندية في ثمانية عشر موسمًا وسجل خلالها 101 هدف ضمن 426 مباراة. حيث فاز في موسمين بالكأس وفي موسم واحد بالدوري.
خاض ميغيل بارديزا مسيرته مع نادي ريال مدريد كاستيا في موسم 1982–83 في المرة الأولى ولمدة موسمين ثم في موسم 1984–85 لمدة موسم واحد، مشاركًا طوالها في 69 مباراة سجل خلالها 14 هدفًا. ثم انتقل إلى نادي ريال مدريد في موسم 1983–84 في المرة الأولى لمدة موسم واحد ثم في موسم 1986–87 لمدة موسم واحد، حيث شارك طوالها في 28 مباراة سجل خلالها 5 أهداف. لينتقل بعدها إلى نادي ريال سرقسطة في موسم 1985–86 في المرة الأولى لمدة موسم واحد ثم في موسم 1987–88 ليلعب معه عشرة مواسم، مشاركًا طوالها في 297 مباراة سجل خلالها 76 هدفًا. ثم انتقل إلى نادي بويبلا في موسم 1998–99 ولمدة موسمين، مشاركًا في 32 مباراة سجل خلالها 6 أهداف.

## روابط خارجية
- ميغيل بارديزا على موقع الاتحاد الدولي (مؤرشف)  (الإنجليزية)
- ميغيل بارديزا على موقع الاتحاد الأوربي (الإنجليزية)
- ميغيل بارديزا على موقع قاعدة بيانات كرة القدم.إي يو (الإنجليزية)
- ميغيل بارديزا على موقع ناشيونال فوتبول تيمز (الإنجليزية)